# Edoardo Garzena
Edoardo Garzena (Torre Pellice, 4 maggio 1900 – Torino, 11 luglio 1982) è stato un pugile e allenatore di pugilato italiano, vincitore della medaglia di bronzo nei pesi piuma ai Giochi della VII Olimpiade di Anversa nel 1920.

## Biografia

### Carriera nei dilettanti
Partecipa ai Giochi della VII Olimpiade di Anversa del 1920 conquistando la medaglia di bronzo nei pesi piuma, dopo spareggio con lo statunitense Jack Zivic, fratello del più noto Fritzie Zivic, uno dei più grandi pesi welter di ogni tempo. Con lui sul podio sono presenti due francesi: Jean Gachet, medaglia d'argento, e Paul Fritsch, medaglia d'oro.

### Carriera nei professionisti
Passa al professionismo dopo l'Olimpiade. Dopo un primo tentativo andato a vuoto contro Romolo Parboni, il 14 giugno 1924 conquista il titolo italiano dei pesi leggeri battendo ai punti Edoardo Piacentini, sul ring di Milano. Lo difende vittoriosamente battendo Dario Della Valle, Pietro Davoli, Oreste Moglia e Pietro Bianchi. Lo perde a Milano il 19 giugno 1926 dai pugni di Mario Farabullini, per knock-out tecnico alla tredicesima ripresa.
Combatterà per altri tre anni, per poi abbandonare la carriera agonistica.

### L'insegnamento
Verso la fine degli anni venti Garzena inizia la sua attività di insegnante presso alcune palestre. Nell'Accademia Gallaratese è accolto con entusiasmo non solo per le sue ottime doti tecniche ma anche per la rettitudine, la forza del carattere e la personalità. 
Nel 1946 crea a Torino una propria società con il nome di APT – Accademia Pugilistica Torinese. Nel 1953 a Garzena vengono concessi dei locali presso lo Stadio Comunale di Torino. Presso di lui si forma una vera e propria scuola di “maestri” quali Saverio Taverna che nel 1963 fonda il Boxing Club Torino.  Tra costoro anche Angelo Carlucci.  Nel 1971 Garzena lascia la direzione dell'APT al maestro Saverio Taverna che la unificherà sotto il nome del Boxing Club Torino e la gestirà fino al 2001, anno della sua prematura scomparsa. Il Boxing Club passerà sotto la direzione di Angelo Carlucci. Tra i pionieri della professione di personal trainer, Garzena ha esperienze presso importanti famiglie torinesi compresa la famiglia Agnelli. Resta attivo fino agli ultimi anni di vita conclusasi nel 1982 all'età di 82 anni.
È sepolto nel Cimitero monumentale di Torino.